# Andrea Crosariol
Andrea Crosariol (11. November 1984 in Mailand) ist ein ehemaliger italienischer Basketballspieler. Nach dem Studium in den Vereinigten Staaten spielte Crosariol ab 2006 als Profi vornehmlich in der höchsten italienischen Spielklasse Lega Basket Serie A, in der er zu Beginn seiner Karriere 2006 mit Benetton Treviso italienischer Meister wurde. Nur in der Basketball-Bundesliga 2013/14 war der EM-Endrundenteilnehmer von 2007 kurzzeitig beim deutschen Erstligisten EWE Baskets Oldenburg aktiv.

## Karriere
Nachdem Crosariol für Jugendmannschaften in Padua und Treviso gespielt hatte, ging er 2001 in die Vereinigten Staaten, um zunächst an sogenannten Prep schools die Voraussetzungen für die Aufnahme eines Studiums in den USA zu schaffen. 2003 wurde er schließlich an der Fairleigh Dickinson University in Hackensack (New Jersey) aufgenommen, für deren Hochschulmannschaft Knights Crosariol in der Northeast Conference (NEC) der NCAA spielte. Nach dem Sieg im Meisterschaftsturnier der NEC erreichten die Knights 2005 erst zum vierten Mal in ihrer Geschichte die Teilnahme am landesweiten NCAA-Endrundenturnier. Auf den letzten Platz ihrer Regionalgruppe gesetzt lagen die Knights in ihrem Auftaktspiel gegen den hoch favorisierten späteren Finalisten Fighting Illini der UIUC bis zur Halbzeit gleichauf, bevor sie das Spiel am Ende mit zwölf Punkten Unterschied verloren. Ein Jahr später holten sich die Hawks der Monmouth University den NEC-Meistertitel zurück und die Knights verpassten damit die Teilnahme an der NCAA-Endrunde. Trotzdem wurde man zum National Invitation Tournament eingeladen, bei dem die Knights jedoch gleichfalls in der ersten Runde gegen die Jaspers des Manhattan College ausschied. Anschließend kehrte Crosariol direkt nach Italien zurück, wo er noch im März 2006 in den Kader des vormaligen Pokalsiegers Benetton aus Treviso aufgenommen wurde. Die Mannschaft konnte zwar ihren Titel im nationalen Pokalwettbewerb 2006 nicht verteidigen, doch in den Play-offs um die italienische Meisterschaft konnte man in der Finalserie Titelverteidiger Fortitudo Climamio Bologna bezwingen und die fünfte Meisterschaft für den Verein erringen.
Während Crosariols italienischer Landsmann und Mannschaftskamerad bei Treviso Andrea Bargnani als erster Europäer überhaupt der „First Pick“ im NBA-Draft 2006 war, blieb Crosariol im Entry Draft unberücksichtigt und wurde von Benetton für die folgende Spielzeit an Virtus VidiVici aus Bologna ausgeliehen. Im Pokalwettbewerb erreichte man das Finale gegen Crosariols ehemalige Mannschaft Benetton, das jedoch mit zwei Punkten Unterschied verloren ging, während man in der Lega Basket Serie A in den Play-offs die Finalserie um die italienische Meisterschaft erreichte. Diese ging jedoch gegen Montepaschi Siena verloren, die ihre erste von sieben Meisterschaften in Folge gewannen. Im Sommer 2007 nahm Crosariol mit der italienischen Herren-Nationalmannschaft am EM-Endrundenturnier 2007 in Spanien teil, bei dem es für Italien nach einem einzelnen Vorrundensieg über Polen in der Zwischenrunde nur noch zu einem Verlängerungssieg über die Türkei reichte. Nach der Niederlage im abschließenden und über das Weiterkommen entscheidenden Zwischenrundenspiel gegen Deutschland schied Crosariol mit Italien aus dem Turnier aus. Obwohl Crosariol bis einschließlich 2010 weitere Einsätze in der Nationalmannschaft hatte, blieb das seine einzige Berufung in einem italienischen Endrundenkader.
In der EuroLeague 2007/08 war Crosariol mit Vizemeister Bologna auch erstmals im höchstrangigen europäischen Vereinswettbewerb vertreten, doch bei Virtus’ Rückkehr in diesen Wettbewerb enttäuschte man mit nur zwei Siegen in 14 Vorrundenspielen. Nachdem man erneut das nationale Pokalfinale diesmal gegen die Süditaliener aus Avellino verloren hatte, wechselte Crosariol im Februar 2008 zum Ligakonkurrenten Virtus Lottomatica in die Hauptstadt Rom, der die Runde der 16 besten Mannschaften in der Euroleague erreicht hatte, dort dann aber auch scheiterte. Mit den Römern gewann Crosariol alle drei Spiele der Play-off-Halbfinalserie gegen Avellino, doch in der Finalserie musste sich Crosariol diesmal mit Virtus Rom erneut Siena geschlagen geben. Zur Saison 2008/09 wechselte Crosariol selbst nach Kampanien, wo er für den Pokalsieger A.IR Avellino spielte. Für den Euroleague-Neuling reichte es zwar zu drei Siegen in zehn Vorrundenspielen, aber nicht zum Weiterkommen in die Zwischenrunde. Nach einer enttäuschenden Saison in der Serie A verpasste man auf dem elften Hauptrundenplatz die erneute Teilnahme an den Play-offs. 
In den folgenden drei Spielzeiten spielte Crosariol ab 2009 wieder für Lottomatica in Rom, die jedoch nach dem Ausscheiden in der ersten Runde der Play-offs 2010 zweimal ganz den Einzug in die Finalrunde um den Meisterschaftstitel verpassten. Nachdem es für Crosariol mit Lottomatica in der EuroLeague 2009/10 nur knapp wegen des direkten Vergleichs nicht zum Einzug in die Zwischenrunde gereicht hatte, konnte man in der EuroLeague 2010/11 unter anderem dank zweier Siege über den deutschen Meister Brose Baskets immerhin die Zwischenrunde der 16 besten Mannschaften erreichen, in der man jedoch trotz zwei Siegen in sechs Spielen ausschied. In der Saison 2012/13 erreichte Crosariol mit seiner neuen Mannschaft Scavolini aus Pesaro nur den vorletzten Tabellenplatz, der jedoch in einer reduzierten Liga zum Klassenerhalt reichte. In der folgenden Saison wurde er noch vor Saisonbeginn als Ersatz für den verletzten Adam Chubb vom deutschen Erstligisten EWE Baskets aus Oldenburg verpflichtet. Nachdem der deutsche Vizemeister in der Qualifikation an der Teilnahme zur EuroLeague 2013/14 gescheitert war, überstand man wegen des schlechteren direkten Vergleichs auch nicht die Vorrunde im Eurocup 2013/14. Nachdem Crosariols befristeter Vertrag in Oldenburg zunächst immer wieder verlängert worden war, verließ er den Verein dann doch im Januar 2014 nach 18 Meisterschaftseinsätzen, um in die Serie A zurückzukehren, wo er von Reyer Umana aus Mestre bei Venedig unter Vertrag genommen wurde. Mit den Norditalienern verpasste er jedoch auf dem elften Tabellenplatz den Einzug in die italienischen Meisterschafts-Play-offs.